# 2019年梅竹賽
民國108年（2019年）己亥梅竹賽為第五十一屆國立清華大學與國立交通大學之間的梅竹賽，於該年2月23日至3月3日舉行。本屆賽事由國立交通大學主辦，國立清華大學協辦，賽事口號為「己亥歲，鑼聲響；梅竹魂，再遠揚」。由於在選手資格認定上見解不同，本屆賽事為全面不計點的友誼賽，無頒發總錦標。

## 賽事結果

### 友誼賽
| 項目 | 比賽日期      | 勝隊 | 備註                   |
| ---- | ------------- | ---- | ---------------------- |
| 男籃 | 2019年2月23日 | 交大 | 79：73，交大獲勝       |
| 橋藝 | 2019年2月28日 | 交大 | 47.55：32.45，交大獲勝 |
| 圍棋 | 2019年2月28日 | 清大 | 6：5，清大獲勝         |
| 劍道 | 2019年2月28日 | 交大 | 2：1，交大獲勝         |
| 撞球 | 2019年3月1日  | 清大 | 2：1，清大獲勝         |
| 飛鏢 | 2019年3月3日  |      | 11：11，平手           |
| 射箭 | 2019年3月3日  | 交大 | 2：1，交大獲勝         |
| 壘球 | 2019年3月3日  | 清大 | 4：2，清大獲勝         |

## 爭議
本年度因棋藝（象棋）正式賽之選手資格爭議遲遲無法解決，雙方經四次諮議會討論後無法達成共識，遂由諮議委員於2019年1月14日己亥梅竹第三次臨時諮議會以全票通過做成全面友誼賽之決議。象棋項目的爭議起因於清大拾穗計畫錄取象棋7段的葛振衣，交大方認為該生實力過於突出，若上場恐有失比賽公平性，因此認為本年度象棋選手資格需做出限制。然而清大方認為，往年皆未對象棋選手有其他資格上的限制，且交大方於前兩屆梅竹賽皆有大陸一級棋士（換算約八段）上場的案例，因此應沿用以往的競賽規定。最終雙方無法達成共識，最後決議以全面友誼賽進行。消息一出，兩校粉絲出現許多熱議，對此結果感到失望。

## 外部連結
- 官方网站
- 梅竹籌備委員會的Facebook專頁